# Cetoraz
Cetoraz (en allemand : Zetoras) est une commune du district de Pelhřimov, dans la région de Vysočina, en République tchèque. Sa population s'élevait à 286 habitants en 2020.

## Géographie
Cetoraz se trouve à 4 km au sud-ouest de Pacov, à 20 km à l'ouest-nord-ouest de Pelhřimov, à 47 km à l'ouest-nord-ouest de Jihlava et à 79 km au sud-est de Prague.
La commune est limitée par Pacov au nord et à l'est, par Obrataň au sud et par Vodice à l'ouest.

## Histoire
La première mention écrite de la localité date de 1307.